# Porpra (planta)
La porpra (Verbascum boerhavii) és una espècie de planta amb flors del gènere Verbascum dins la família de les escrofulariàcies (Scrophulariaceae).
Addicionalment pot rebre els noms de blenera, blenera primerenca, candelera, cua de guilla, emborratxatruites, gamó, herba blenera, llerca, porpres, torba, torpa, torpes, trepó, trepó magenc i tripó. També s'han recollit les variants lingüístiques emborratxa truites i turba.
Habita als marges de camins, talussos descarnats, erms i terrenys remoguts humits i nitrificats a una altitud de 0-1.700 (2.100) metres al nord-oest de la conca mediterrània -I de la península Ibèrica, sud-oest de França, nord-oest d'Itàlia, Còrsega i Balears-, dubtosa a la Serralada de l'Atles. Principalment en el quadrant nord-est de la península Ibèrica -més rara al sud-est -i Balears.

## Morfologia
És una herba biennal, tomentosa. Té tiges de (30) 50-150 (200) cm d'altura, finament angulosos, simples o, en exemplars de gran talla, ramificades a la meitat inferior, de vegades molt robustos, amb indument blanc-grisenc, més o menys dens a la base, format per pèls protectors verticilado-ramosos, d'un marró-vermellós. Fulles alternes, les basals 10-30 × 4-12 cm, ovades o ovato-el·líptiques, per excepció lirado-pinnatisectes, netament crenades o dentades, pel feix més o menys glabrescents i d'un verd fosc, pel revers tomentoses, d'un verd grisenc, amb pèls protectors verticil·lats o ramosos, pecíols 3-10 cm; les fulles mitjanes són ovato-oblongues, dentades o crenat-denticulades, amplexicaules, sèssils. Té una inflorescència racemiforme, espiciforme o en raïm lax o més o menys dens, d'ordinari amb fascicles més o menys distants, de vegades densament disposats en exemplars de gran talla, simple o amb alguna branca a la base en l'eix amb pèls protectors verticilado-ramosos; bràctees 10-25 (35) x 1-1,5 mm, 5-6 vegades la longitud dels pedicels, linears, senceres o lleugerament dentades en els fascicles inferiors, tomentoses.
Flors d'ordinari 3-5 per fascicle en cada bràctea, amb la principal proveïda de 2 bractèoles linear-lanceolades fins a de 6 mm, per excepció totes les flors solitàries o subsolitàries; pedicels 2-3 mm, prop de la meitat més curts que el calze, erecte-patents, tomentosos, poc acrescents, en la fructificació 3-4 mm i una mica engrossits. Calze 6,5-9 mm, fes fins a gairebé la base, molt tomentós; sèpals 5-7 × 1-1,8 mm, linerar-lanceolats, aguts, enters. Corol·la de 22-30 mm, zigomorfa, groga, pelucido-puntejada, pubescent per fora; lòbuls més o menys orbiculars, els superiors 9-12 × 9-12 mm, els inferiors 12-14 × 12-14 mm, tots a la base amb una discreta taca o amb estries purpúries que poden variar en nombre i intensitat, de vegades molt tènues, el conjunt de conflueix de forma anular a la gorja. Té cinc estams dimorfs, els superiors amb anteres reniformes, transversals i filaments densament coberts en tota la seva longitud per pèls claviformes purpuris, més pàl·lids sota l'antera, els inferiors amb anteres 2-2,3 mm, més o menys arquejades, una mica obliqües i filaments coberts en els dos terços inferiors per pèls purpuris. L'ovari és tomentós; l'estil mesura entre 9 i 12 mm; l'estigma és capitat. El fruit és una càpsula de 7-10 × 5-6 mm, poc més llarga que el calze, ovoide, molt asimètric a l'àpex, curtament rostrat. Les llavors mesuren 0,8-1 × 0,5-0,6 mm. Té un nombre cromosòmic de 2n = 45.